# Пренґово (Поморське воєводство)
Пренґово (пол. Pręgowo, нім. Prangenau) — село в Польщі, у гміні Кольбуди Ґданського повіту Поморського воєводства.